# The Squaw Man (pel·lícula de 1918)
The Squaw Man és una pel·lícula muda dirigida per Cecil B. DeMille i protagonitzada per Elliott Dexter i Ann Little. Basada en l’obra teatral homònima d’Edwin Milton Royle, es tracta de la segona versió de la història rodada per DeMille, després de la de 1914 i abans de la de 1931. La pel·lícula va costar uns 40.000 dòlars aconseguint uns beneficis de 350.000. Es va estrenar 15 de desembre de 1918. Apart de la darrera bobina, que es conserva a l’arxiu cinematogràfic del George Eastman Museum, es tracta d’una pel·lícula perduda.

## Argument
Jim Wynnegate és un jove anglès completament enamorat de Diana, l'esposa del seu cosí Henry. Per tal d’estalviar la vergonya de la noia es declara culpable de la malversació d’uns fons fiduciaris que el seu cosí ha perdut especulant. Jim s'embarca cap als Estats Units i s'instal·la a l'oest, on compra un ranxo. Allà salva una jove índia anomenada Naturich del maltractament del cruel Cash Hawkins, guanyant-se l’odi d’aquest. En una baralla amb Hawkins, Jim és salvat de morir per Naturich, que dispara al proscrit. Jim es casa amb ella com a gratitud i a partir d’aquell moment és conegut com l'home squaw. Aviat neix un fill, Hal, i passen cinc anys. El seu cosí Henry mor després d’un accident de cacera i Jim és reclamat a Anglaterra per assumir el títol de comte de Kerhill, després d'haver estat exonerat per la confessió del llit de mort del seu cosí. Diana visita Jim, que, tot i que no vol deixar abandonar la seva esposa, accepta que la dona que encara estima criï Hal a Anglaterra. En escoltar la conversa, Naturich, a punt de ser arrestada per l'assassinat de Hawkins, s'adona que està a punt de perdre el seu fill i se suïcida. La seva mort aclapara Jim, però després d’uns anys, assumeix el títol de comte i finalment es casa amb Diana.

## Repartiment
- Elliott Dexter (Jim Wynnegate)
- Ann Little (Naturich)
- Katherine MacDonald (Diana)
- Theodore Roberts (Big Bill)
- Jack Holt (Cash Hawkins)
- Tully Marshall (Sir John Applegate)
- Thurston Hall (Henry, cosí de Jim)
- Herbert Standing (el bisbe)
- Edwin Stevens (Bud Hardy, el xèrif)
- Helen Dunbar (comtessa Dowager)
- Winter Hall (Petrie)
- Ernest Joy (Fletcher)
- Julia Faye (Lady Mable)
- Noah Beery (Tabywana)
- Pat Moore (Little Hal)
- Jim Mason (Grouchy)
- Monte Blue (Happy)
- William Brunton (Shorty)
- Charles Ogle (Bull Cowan)
- Guy Oliver (Kid Clarke)
- Clarence Geldart (advocat)
- Jack Herbert (amo del bar)